# Liste des sites classés et inscrits du Territoire de Belfort

Le département du Territoire de Belfort en rouge sur la carte

Cet article recense les sites naturels protégés du Territoire de Belfort, en France

## Liste

### Sites classés
En 2022, le Territoire de Belfort compte 5 sites naturels classés.
| Site                                    | Commune(s) | Date           | Critère      | Superficie (ha) | Notes | Géolocalisation                  | Illustration |
| --------------------------------------- | ---------- | -------------- | ------------ | --------------- | --- | -------------------------------- | ------------ |
| Grottes de Cravanche                    | Belfort    | 15 avril 1911  | Tout critère | 0,75            | | 47° 39′ 00″ nord, 6° 49′ 31″ est |              |
| Trois tilleuls de la route de Joncherey | Delle      | 15 avril 1911  | Tout critère |                 | Les tilleuls ont été coupés depuis la procédure de protection.                                             |                                  |              |
| Tilleul de Turenne                      | Fontaine   | 15 avril 1911  | Tout critère |                 | | 47° 39′ 27″ nord, 6° 59′ 50″ est |              |
| Ballon d'Alsace                         | Lepuix     | 5 juillet 1982 | Pittoresque  | 602,2           | Le site classé s'étend sur les communes de Lepuix, Saint-Maurice-sur-Moselle (Vosges) et Sewen (Haut-Rhin) | 47° 49′ 20″ nord, 6° 50′ 43″ est |              |
| Pierre écrite                           | Vescemont  | 15 avril 1911  | Tout critère |                 | | 47° 46′ 24″ nord, 6° 51′ 08″ est |              |

### Sites inscrits
En 2022, le Territoire de Belfort compte 4 sites naturels inscrits.
| Site                               | Commune(s)                      | Date            | Superficie (ha) | Géolocalisation                  | Illustration |
| ---------------------------------- | ------------------------------- | --------------- | --------------- | -------------------------------- | ------------ |
| Centre ancien de Delle             | Delle                           | 30 mai 1978     | 25,68           | 47° 30′ 22″ nord, 6° 59′ 53″ est |              |
| Anciennes mines de fer d'Eguenigue | Eguenigue                       | 14 juin 1973    | 3,01            | 47° 40′ 41″ nord, 6° 55′ 55″ est |              |
| Val Saint-Dizier                   | Lebetain, Saint-Dizier-l'Évêque | 8 août 1978     | 585,83          | 47° 28′ 19″ nord, 6° 58′ 34″ est |              |
| Site du village de Réchésy         | Réchésy                         | 23 octobre 1979 | 1 182,78        | 47° 30′ 29″ nord, 7° 06′ 54″ est |              |